# Grande Ufficio Postale (Istanbul)
Il Grande Ufficio Postale di Istanbul (in turco Büyük Postane),  Ufficio Postale Principale di Istanbul o Centro PTT di Sirkeci (in turco  Sirkeci PTT Merkezi), è un edificio adibito a servizi postali situato nel quartiere di Sirkeci a Eminönü, all'interno del distretto di Fatih di Istanbul, in Turchia. L'edificio, costruito tra il 1905 e il 1909, è stato progettato dall'architetto Vedat Tek nello stile del Primo movimento architettonico nazionale turco. Nei suoi quattro piani ospita un ufficio postale, l'ufficio postale di Sirkeci (in turco  Sirkeci PTT Merkezi), uffici per l'amministrazione regionale e, dal 2000, anche il Museo postale di Istanbul (in turco PTT İstanbul Müzesi). È il più grande edificio postale della Turchia.

## Storia
Inizialmente progettato come sede del Ministero delle Poste e dei Telegrafi dell'Impero Ottomano, la sua costruzione iniziò nel 1905 e fu completata nel 1909. Un'iscrizione in alfabeto turco ottomano sul pannello piastrellato posto sopra l'ingresso principale indica "Ministero delle Poste e del Telegrafo" (turco ottomano: پوسته و تلغراف نظارتی). L'edificio venne rinominato "Nuovo Ufficio Postale" (in turco Yeni Postane) negli anni '30 del novecento, qualche tempo dopo la creazione della Repubblica Turca, e poi "Grande Ufficio Postale" (in turco Büyük Postane).
Nei primi anni della Repubblica, tra il 1927 e il 1936, l'edificio ospitò temporaneamente la Radio di Istanbul. Dal 1958 in poi è stato utilizzato esclusivamente per i servizi postali e telegrafici. Oggi, il piano terra è sede dell'Ufficio postale di Sirkeci, il primo piano è occupato dalla sua direzione, mentre il secondo e il terzo piano ospitano uffici della direzione postale regionale del lato europeo di Istanbul.
Il 6 maggio 2000, una parte dell'edificio è stata trasformata nel Museo postale di Istanbul, che occupa quattro piani. Il museo informa i visitatori sulla storia dei servizi di comunicazione e telecomunicazione del Paese, iniziati ufficialmente il 23 ottobre 1840. Esso è composto da quattro sezioni dedicate a posta, telegrafo, telefono e francobolli.

## Architettura
L'Ufficio Postale Principale è situato a breve distanza dal Bazar delle Spezie, dalla Moschea Nuova, dal Terminal ferroviario di Sirkeci e dal Dördüncü Vakıf Hanı, che oggi è un hotel a cinque stelle, ed è opera dell'altro grande architetto dell'ultimo periodo ottomano, Mimar Kemaleddin. L'architetto Vedat Tek (1873-1942) progettò l'edificio come uno dei primi esempi dello Primo Stile Architettonico Nazionale Turco.
L'edificio di quattro piani ha una superficie di 3.200 m2. L'ingresso principale è sopraelevato e raggiungibile tramite scale poste di fronte all'edificio. L'edificio è fiancheggiato da due torrette. La facciata è in pietra tagliata e marmo. Si ritiene che i mattoni siano stati appositamente progettati da Vedat Tek. Gli elementi decorativi ottomani classici del XVI secolo sono predominanti negli ornamenti dell'edificio, tra cui la facciata in pietra bicolore, i pannelli piastrellati con motivi geometrici islamici e caratteri calligrafici cufici, i davanzali con pannelli piastrellati e i Muqarnaṣ nelle teste dei pilastri e nelle mensole.
L'ingresso principale si apre su un atrio molto grande posto al centro dell'edificio. L'atrio, alto tre piani e a forma rettangolare, ad ogni piano è circondato da locali adibiti a uffici, ed è sormontato da vetri dai colori prevalentemente arancione e blu.

## Galleria d'immagini

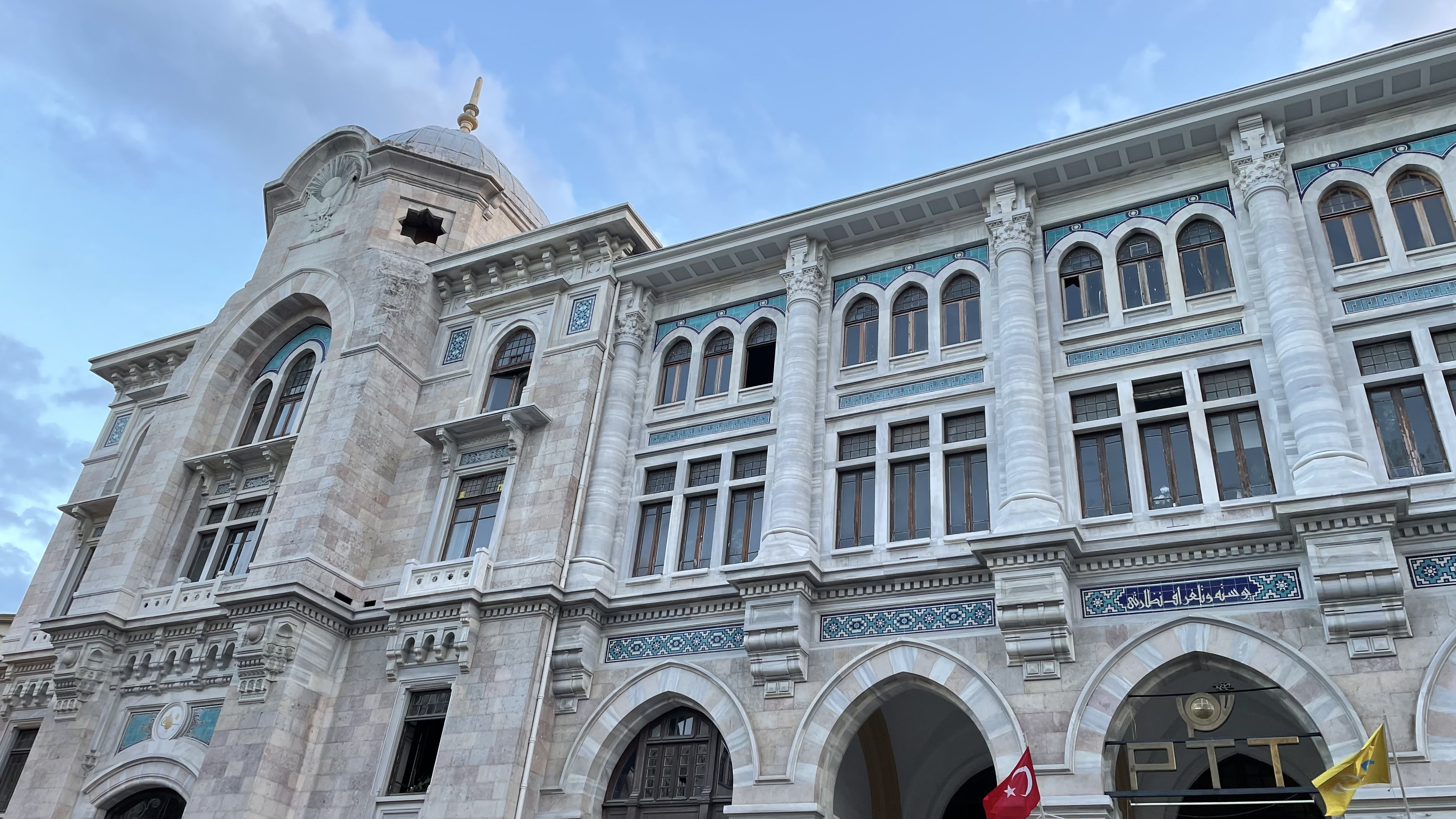
Veduta esterna del Grande Ufficio Postale di Istanbul
Veduta interna del Grande Ufficio Postale di Istanbul
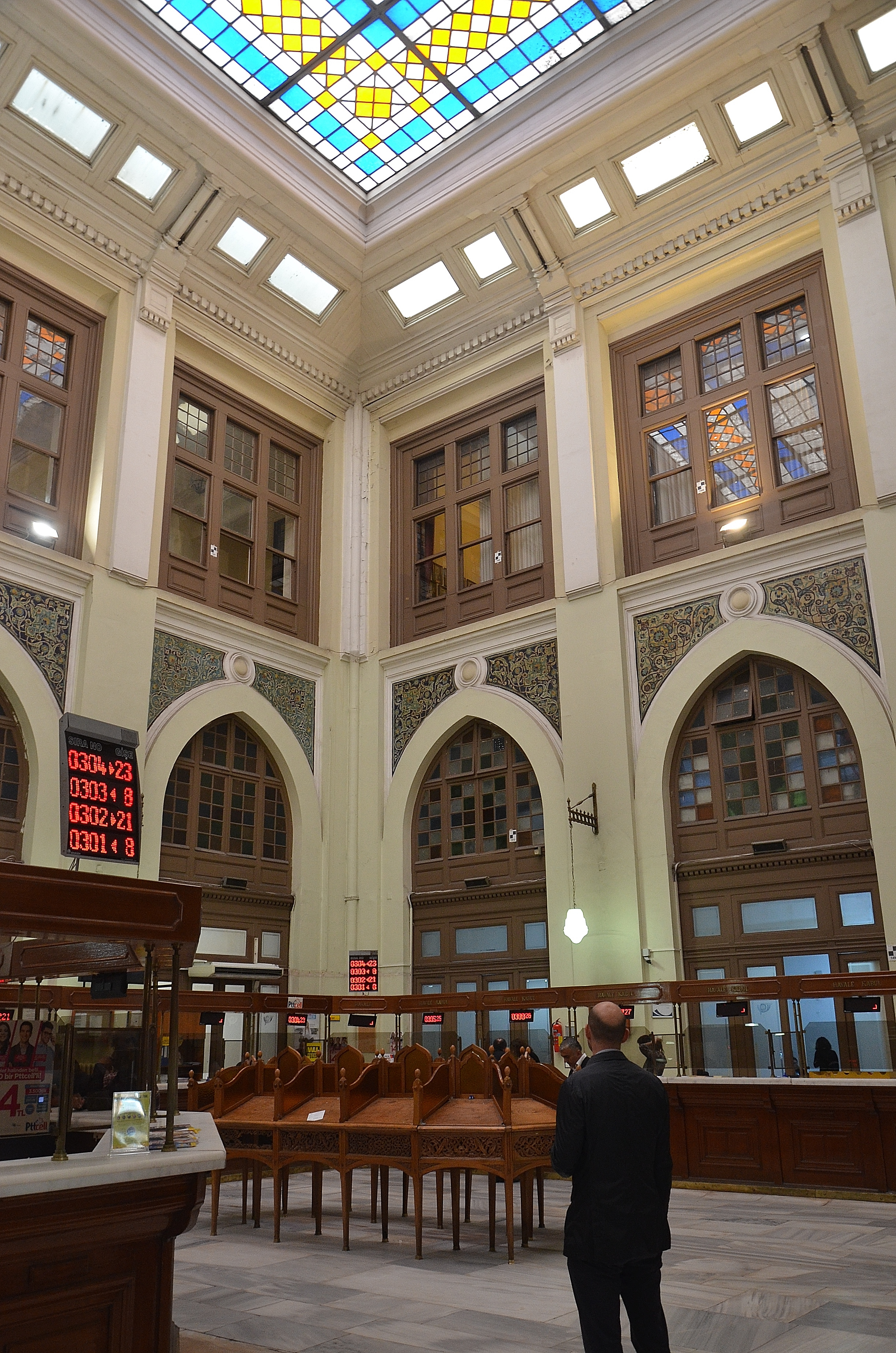
Veduta interna del Grande Ufficio Postale di Istanbul
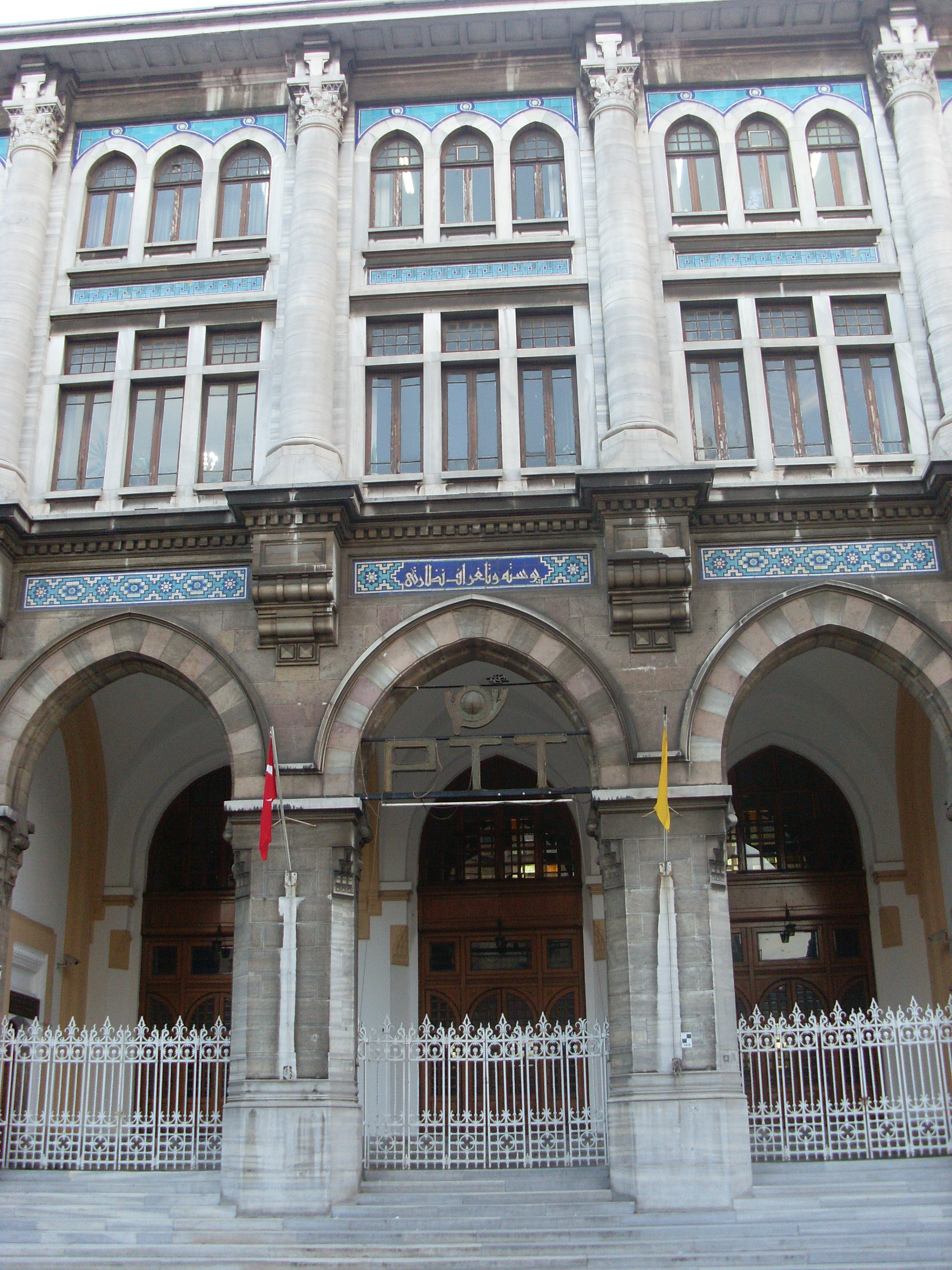
Ingresso principale sormontato da un'iscrizione